# Dorgon
Dorgon (lingua mancese: , letterariamente "tasso") (Xinbin, 17 novembre 1612 – Chengde, 31 dicembre 1650) è stato un generale cinese di etnia manciù, che governò all'inizio della dinastia Qing. Fu il quattordicesimo figlio di Nurhaci.

## Biografia
Fu reggente dell'imperatore Shunzhi comportandosi come l'imperatore a tutti gli effetti.
Pubblicò nel luglio del 1645 un editto che obbligava tutti gli Han a rasarsi la testa e portare una lunga treccia, come era costume dei manciù. Questo editto perdurerà durante tutta la dinastia Qing, fino alla caduta nel 1911.
Morì nel 1650 durante una battuta di caccia.